# Paratyria darna
Paratyria darna är en fjärilsart som beskrevs av William Schaus 1892. Paratyria darna ingår i släktet Paratyria och familjen mätare. Inga underarter finns listade i Catalogue of Life.